# Moses Malone
Moses Malone (23. března 1955, Petersburg, USA – 13. září 2015, Norfolk, USA) byl americký basketbalista. Za svou sportovní kariéru nastřílel více než 30 000 profesionálních bodů. Třikrát byl oceněn jako nejužitečnější hráč NBA (1979, 1982, 1983).
Začínal dvěma sezonami v American Basketball Association, pokračoval v osmi týmech NBA, v nichž dal 27 409 bodů. Zajistil si tak osmé místo v historické tabulce střelců. Dvanáctkrát byl nominován k Utkání hvězd, v roce 2001 byl uveden do basketbalové Síně slávy.
Zemřel ve spánku ve věku 60 let, příčinou smrti byly srdeční obtíže.

## Historie působení v NBA
- 1976	Buffalo Braves
- 1976–1982	Houston Rockets
- 1982–1986	Philadelphia 76ers
- 1986–1988	Washington Bullets
- 1988–1991	Atlanta Hawks
- 1991–1993	Milwaukee Bucks
- 1993–1994	Philadelphia 76ers
- 1994–1995	San Antonio Spurs